# あさがけウォッチ!
あさがけウォッチ!はTBS系で、2003年3月31日から2004年3月26日まで5:00 - 6:00（一部地域は5:30 - ）に放送された早朝の情報番組。

## 概要
基本的な構成は前番組『いちばん!』と変わらず。ニュース・天気・新聞・スポーツ・芸能情報をコンパクトにわかりやすく伝えていた。しかし、2004年3月29日から後枠の『ウォッチ!』を5:30 - に拡大したため、2004年3月26日に終了した。なお5:00 - 5:30の枠は『JNNニュースバード』（サイマル放送）になっている。

## キャスター
- 秋沢淳子（TBSアナウンサー）
- 志賀大士（TBS勤務。当時アナウンサー）
- 山田玲奈（お天気担当。現在は気象予報士）

志賀・山田は『いちばん!』から続投。秋沢は『あなたにオンタイム』以来の早朝番組キャスターへの復帰となる。

## スタッフ
- プロデューサー：小谷和彦（TBSライブ）

ほか